# Mala Kapela
Mala Kapela – masyw górski w Chorwacji, część masywu Kapela.

## Opis
Stanowi południowo-wschodnią i niższą część masywu Kapela. Jego powierzchnia wynosi 2350 km². Jego najwyższymi wierzchołkami są Seliški vrh (1279 m) i Kameniti vrh (1191 m).
Wydrążono w nim tunel drogowy o długości 5761 m, stanowiący część autostrady A1 z Zagrzebia do Splitu.